# Große Freiheit (2021)
Große Freiheit (internationaler Titel: Great Freedom) ist ein österreichisch-deutscher Spielfilm von Sebastian Meise aus dem Jahr 2021 mit Franz Rogowski, Georg Friedrich, Thomas Prenn und Anton von Lucke. Premiere des Filmdramas war am 8. Juli 2021 im Rahmen der 74. Internationalen Filmfestspiele von Cannes, wo der Film in die Sektion Un Certain Regard eingeladen und mit dem Jurypreis ausgezeichnet wurde. Am 18. November 2021 kam Große Freiheit in die deutschen und am darauffolgenden Tag in die österreichischen Kinos.

## Handlung
Hans Hoffmann, ein homosexueller Mann, wird zwischen 1945 und 1969 mehrfach in westdeutschen Gefängnissen inhaftiert – aufgrund des § 175 StGB, der sexuelle Handlungen zwischen Männern kriminalisierte. 1968 wird Hans erneut verurteilt, nachdem er beim Cruising an einer öffentlichen Toilette, einer sogenannten Klappe, erwischt wurde. Im Gefängnis trifft er wieder auf Viktor Bix, einen früheren Zellengenossen, der wegen Mordes eine lange Haftstrafe verbüßt und inzwischen drogenabhängig ist.
1945 wird Hans nach der Befreiung eines Konzentrationslagers direkt in Haft überstellt, 1957 erneut wegen seiner Beziehung zu einem Mann, der in der Haft Suizid begeht. In der Gegenwart hilft Hans dem körperlich und seelisch angeschlagenen Viktor durch den Entzug. Kurz vor Hans’ Entlassung 1969 wird die Strafbarkeit homosexueller Handlungen teilweise aufgehoben. Nach seiner Freilassung besucht Hans einen schwulen Club, verlässt diesen jedoch, begeht absichtlich einen Diebstahl und wartet auf seine erneute Inhaftierung.

## Produktion und Hintergrund

### Filmförderung
Unterstützt wurde die Produktion vom Österreichischen Filminstitut, vom Filmfonds Wien, vom Deutschen Filmförderfonds, von der Beauftragten der Bundesregierung für Kultur und Medien, der Mitteldeutschen Medienförderung und dem Medienboard Berlin-Brandenburg. Beteiligt waren der Österreichische Rundfunk und das ZDF. Der Film wurde paritätisch von der österreichischen FreibeuterFilm (Produzenten Oliver Neumann und Sabine Moser) und der deutschen Rohfilm Productions GmbH (Produzent Benny Drechsel) produziert.

### Filmstab und Besetzung

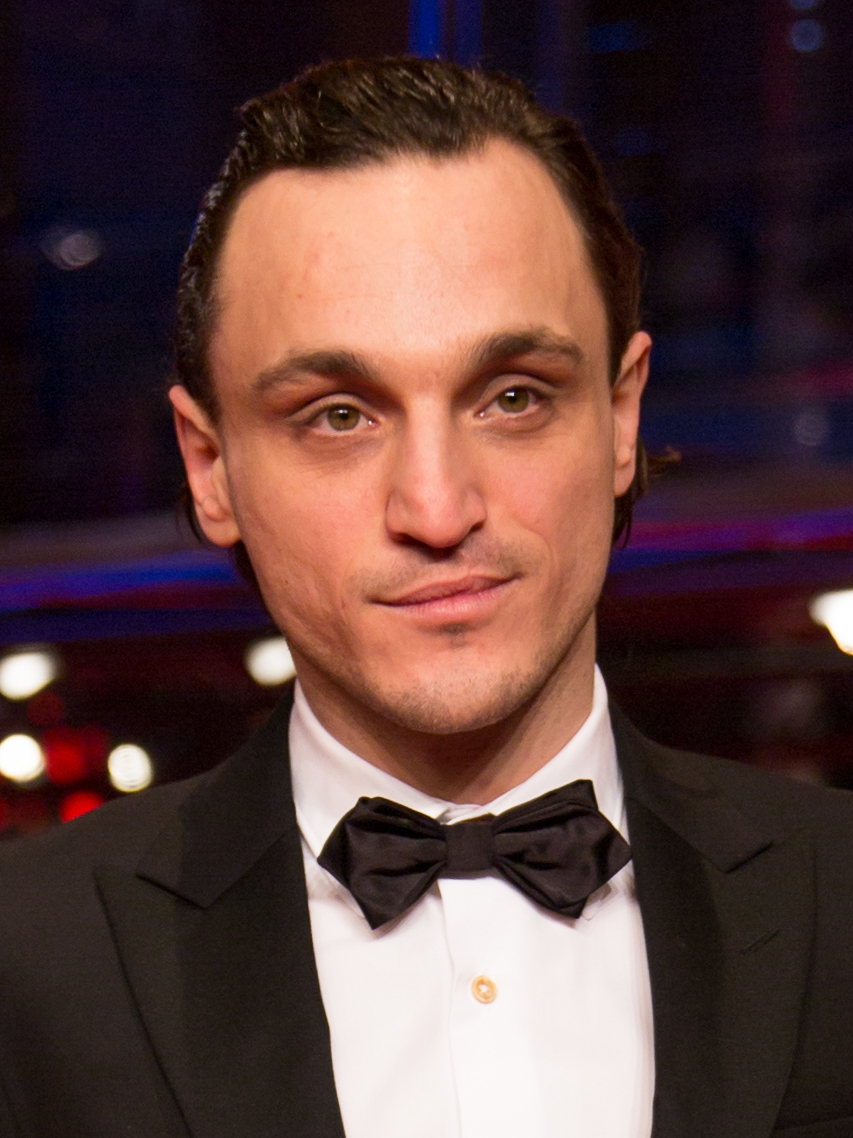
Franz Rogowski spielt Hans Hoffmann

Für Regisseur und Drehbuchautor Sebastian Meise war dies nach dem Spielfilm Stillleben (2011) und dem Dokumentarfilm Outing (2012) sein dritter Langfilm. Die beiden Hauptrollen von Hans Hoffmann und Viktor besetzte er mit dem deutschen Schauspieler Franz Rogowski und dem österreichischen Schauspieler Georg Friedrich.
Auf Geschichten wie der von Hans sei der Regisseur bei seinen Recherchen für den Film zuhauf gestoßen. Schwule hätten in Alliierten-Gefängnissen ihre Reststrafe absitzen müssen, weil Amerikaner und Briten in ihren Ländern ähnliche Gesetze gehabt hätten, somit sei die Verurteilung durch die Nazis in ihren Augen rechtens gewesen, so Meise.
In der Nachkriegsgesellschaft sei es „absolut konsensfähig“ gewesen, männliche Homosexualität als Straftat zu betrachten, und immer wieder seien Versuche gescheitert, den Paragrafen 175 aus dem Strafgesetzbuch streichen zu lassen. Zwar sei die Gesellschaft heute diverser, und es habe sich viel geändert, dennoch sei es auch heute noch nicht so einfach, in der Schule sein Coming-out zu haben und zu sagen, dass man schwul ist.
In Vorbereitung auf den Film hatten er und sein Mitautor Thomas Reider Berichte von schwulen Männern gelesen, die nach dem Krieg aus dem KZ kamen und direkt vom KZ aus ins Gefängnis transferiert wurden, um dort gemäß dem Paragrafen 175 ihre Reststrafe abzusitzen.
In Österreich habe es einen ähnlichen Paragrafen gegeben, den Paragrafen 129, so der Regisseur. Die Recherchen hätten gezeigt, mit welchem unglaublichen Aufwand der Staat damals agierte. Man traf in Berlin und Wien von der Verfolgung betroffene ältere Schwule, die wegen des deutschen oder des österreichischen Paragrafen im Gefängnis saßen.
Der Film spielt 1945, 1957 und 1968 und somit in Jahren, die für die Befreiung vom Nationalsozialismus beziehungsweise für die sexuelle Revolution stehen, jedoch nicht für Hans, der von einem System, das ihn verfolgt, in das nächste gerät und den Film so fast dystopisch wirken lässt. Auch der Schauplatz Deutschland sei für die erzählte Geschichte austauschbar, so Meise.

### Dreharbeiten, Szenenbild und Kostüme
Die Dreharbeiten fanden an 32 Drehtagen ab Februar 2020 in einem leerstehenden Gefängnis in Magdeburg statt. Die Rückblicke in die Freiheit erzählt der Film über Super-8-Bilder aus einer Überwachungskamera. So werden die Figuren in ständiger Überwachung gezeigt, die sich ihre kleinen Freiräume erkämpfen müssen. Die Kamera führte Crystel Fournier. Für den Ton zeichnete Jörg Theil verantwortlich, für das Kostümbild Tanja Hausner und Andrea Hölzl und für das Szenenbild Michael Randel.

## Veröffentlichung
Die Premiere war am 8. Juli 2021 im Rahmen der 74. Internationalen Filmfestspiele von Cannes, wo der Film in die Sektion Un Certain Regard eingeladen wurde. Dort sicherte sich der Streamingdienst MUBI die Rechte für Nordamerika und weitere Territorien.
Am 30. September 2021 eröffnete Große Freiheit das Filmfest Hamburg. Ebenfalls im September 2021 wurde er bei der Filmkunstmesse Leipzig gezeigt, hiernach beim Busan International Film Festival und Ende Oktober 2021 im Rahmen der Viennale. Der deutsche Kinostart erfolgte am 18. November 2021, in Österreich am 19. November 2021. In Deutschland wurde der Film von der FSK ab 16 Jahren freigegeben. In der Freigabebegründung heißt es, der Film konzentriere sich ganz auf die sehr einfühlsam gezeichneten Figuren und schildere eindringlich die brutale historische Verfolgung von Homosexualität. In diesem Kontext zeige er auch Gewalt und sexuelle Handlungen, die jedoch gut in die Erzählung eingebettet und nicht voyeuristisch inszeniert seien.
Im ORF wurde der Film am 8. Juni 2023 erstmals ausgestrahlt. Im Rahmen der Edition österreichischer Film von Hoanzl und dem Standard wurde der Film 2023 auf DVD veröffentlicht.

## Einsatz im Unterricht und der Erwachsenenbildung
Das Onlineportal kinofenster.de empfiehlt Große Freiheit ab der 11. Klasse für die Unterrichtsfächer Geschichte, Politik, Ethik, Religion, Sozialkunde/Gemeinschaftskunde und Deutsch und bietet Materialien zum Film für den Unterricht. Jan Künemund schreibt dort, obwohl der Film historisch genau situiert ist, rücke er sein Thema des staatlichen Eingriffs in die individuellen Freiheiten durch die Abstraktion des Ortes und die Konkretion der Beziehung sehr nah an die Gegenwart heran. Genau hier liege auch ein möglicher Einstieg für Filmanalysen im Rahmen des Oberstufenunterrichts. Dazu könne man Foucaults Begriff des Panoptismus recherchieren und diskutieren, wie permanente Überwachung zur Internalisierung von Machtbeziehungen führt.
Auf der vom österreichischen Filmverleih Filmladen initiierten Website „Kino macht Schule“, die sich an Lehrerinnen und Lehrer richtet, die mit dem Medium Film im Unterricht vertiefend arbeiten wollen, werden Materialien und Bilder für Schulzwecke als Download angeboten. Das Institut für Kino und Filmkultur hat zudem Material für die Schule und die Erwachsenenbildung erarbeitet.

## Kritiken
Der Film konnte bislang 97 Prozent aller bei Rotten Tomatoes erfassten Kritiken überzeugen und erhielt hierbei eine durchschnittliche Bewertung von 8,1 der möglichen 10 Punkte. Auf Metacritic erhielt der Film einen Metascore von 89 von 100 möglichen Punkten.
Von der Filmzeitschrift epd Film wurde Große Freiheit zum Film des Monats November 2021 bestimmt. Zudem war der Film der Kinotipp desselben Monats der Jury der katholischen Filmkritik des Filmdiensts. Die Jury überzeugte Große Freiheit als herausragendes Schauspielerkino, auch wenn der Film keine leichte Kost sei. An dem Protagonisten Hans beeindruckte die Jury die Tatsache, dass dieser trotz Unrecht, Ausgrenzung und Ablehnung nicht verbittert, sondern „grundsätzlich anderen Menschen zugewandt bleibt“. Anhand der Figur formuliere der Film eindringlich „die existenzielle Frage nach dem, was den Menschen zum Menschen macht“.

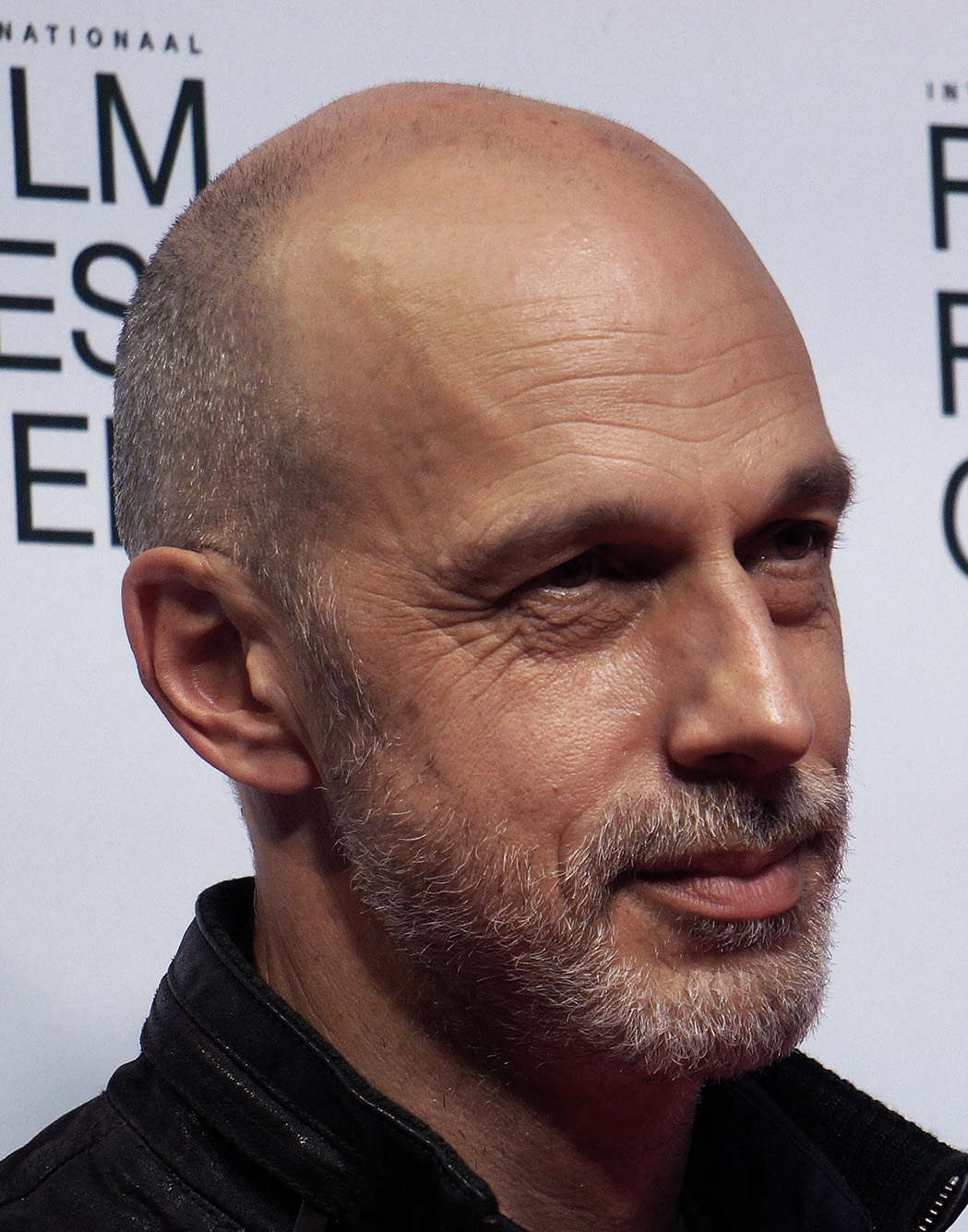
Sebastian Meise bei der Vorstellung des Films beim Film Fest Gent

Guy Lodge von Variety schreibt, in Sebastian Meises und Thomas Reiders elegant strukturiertem Drehbuch, das sich in und aus Zeitlinien gräbt, vergingen die Jahre im Handumdrehen, um das Gefühl zu vermitteln, dass die Zeit gleichzeitig vergeht und ins Stocken gerät. Meise schaffe Momente taktiler Intimität inmitten dieser strengen Umgebung, und der wichtigste von ihnen sei, als Viktor seinem Mitgefangenen Hans anbietet, die Lagernummer auf seinem Unterarm zu entfernen, so Lodge. Meise interessiere sich nicht besonders für saubere moralische Aussagen, Große Freiheit handele vielmehr von diesen beiden Verbündeten, jeder mit seinen eigenen Fehlern, aber beide unter verzweifelten Umständen lebend. So sei es Meise gelungen, den anhaltenden Schaden zu verdeutlichen, den der Paragraf 175 in einer vermeintlich befreiteren Nachkriegsgesellschaft verursacht hat.
Katja Nicodemus schreibt in der Zeit, Große Freiheit sei ein Film der Körper, der Rebellion und der Hoffnung, obwohl er fast ausschließlich im Gefängnis spielt. Franz Rogowski verströme in der Rolle des Hans den Stolz eines Menschen, der sich die Liebe nicht verbieten lässt. Dabei bildeten Szenen, in denen Hans zur Strafe für sein „Fehlverhalten“ in eine lichtlose Einzelzelle gesperrt wird, eine Art Scharnier der Jahre und Jahrzehnte. Was ihn und Viktor verbindet, so als ihm dieser durch die Klappe Zigaretten und Streichhölzer in die Dunkelheit wirft, könne man Freundschaft, Zuneigung, Liebe oder Erotik nennen, oder aber man vergisst die Bezeichnungen und schaut sich diesen beeindruckenden Film und seine großartigen Schauspieler einfach an.
Thomas Abeltshauser erklärt in der taz, Hans sei ein Aussätziger unter Mördern und anderen Schwerverbrechern und werde entsprechend behandelt. Nachdem er in eine Zelle mit dem heterosexuellen verurteilten Mörder Viktor gesteckt wird, der zunächst nur Abscheu für den „Perversen“ übrig hat, entwickele sich ganz langsam über alle Differenzen hinweg doch eine Art vorsichtiger Respekt und schließlich so etwas wie Freundschaft und Zuneigung. Rogowski und Georg Friedrich spielten das sehr eindrücklich, so Abeltshauser, gerade weil sie so zurückgenommen mit feinen Gesten agieren.

## Auszeichnungen und Nominierungen

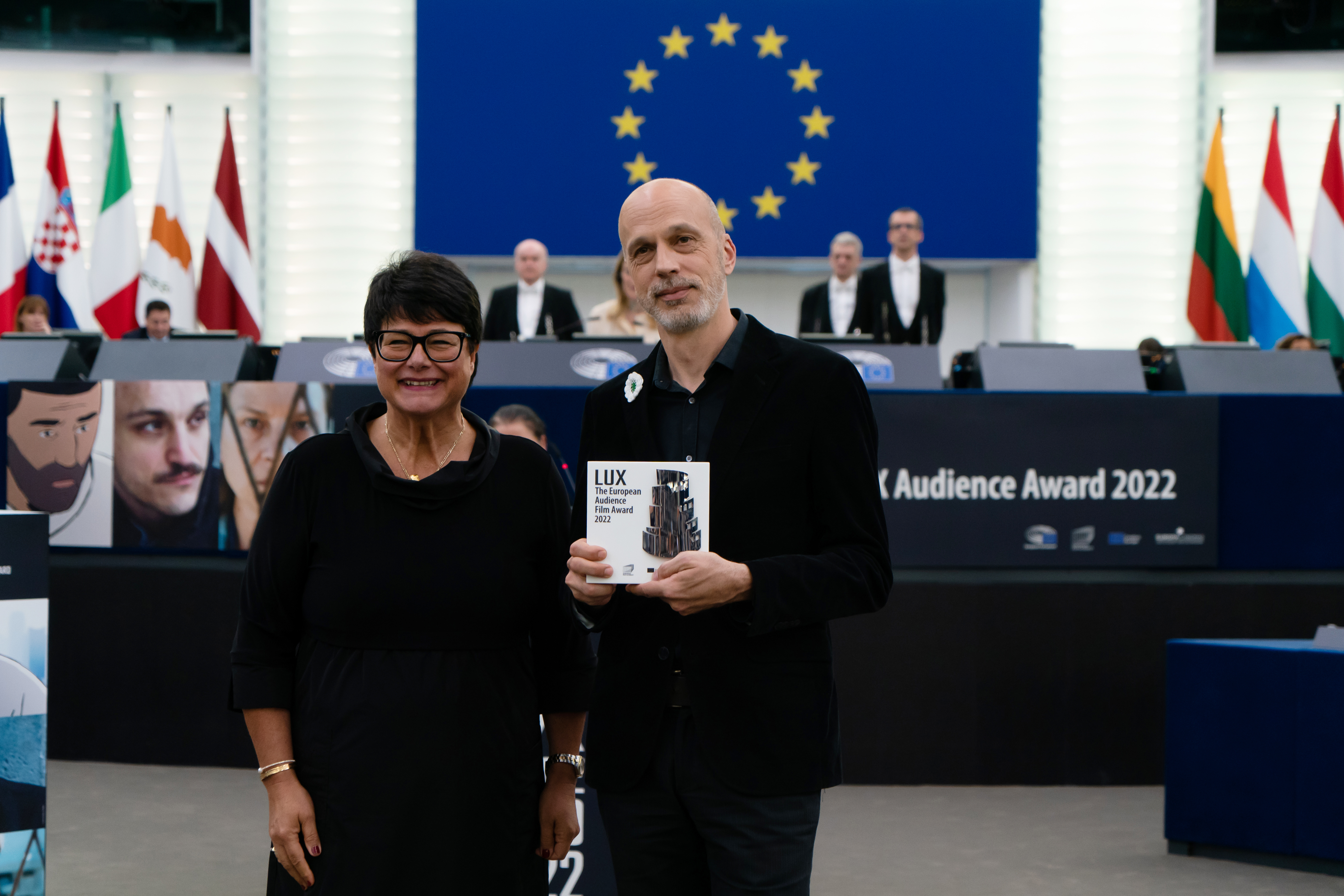
Sebastian Meise bei der Verleihung des LUX-Filmpreises 2022

Große Freiheit erhielt zahlreiche Auszeichnungen und Nominierungen; im Folgenden eine Auswahl:
Camerimage 2021
- Nominierung für das Beste Regiedebüt (Sebastian Meise)[34]

Chicago International Film Festival 2021
- Auszeichnung mit dem Gold Q-Hugo[35]

Edimotion – Festival für Filmschnitt und Montagekunst 2022
- Nominierung für den Besten Filmschnitt (Joana Scrinzi)[36]

Internationale Filmfestspiele von Cannes 2021
- Auszeichnung mit dem Jurypreis der Sektion Un Certain Regard[3][37]

Sarajevo Film Festival 2021
- Auszeichnung mit dem Hauptpreis Heart of Sarajevo für den besten Spielfilm (Sebastian Meise)[38]
- Auszeichnung für den besten männlichen Darsteller (Georg Friedrich)[39]

Tallinn Black Nights Film Festival 2021
- Auszeichnung mit dem DDA Spotlight Award (Sebastian Meise)[40]

Zurich Film Festival 2021
- Nominierung im Focus Competition[41]

Filmfest Hamburg 2021
- Nominierung für den Hamburger Produzentenpreis[42]
- Nominierung für den Art Cinema Award

Athens International Film Festival 2021
- Auszeichnung in der International Competition für den Publikumspreis
- Auszeichnung in der Kategorie Bester Film

Festival 2 Cinéma de Valenciennes 2021
- Auszeichnung mit dem Grand Prix für Bester Film (Sebastian Meise)[43]
- Auszeichnung in der Kategorie Bester Schauspieler (Franz Rogowski)[43]

Montreal Festival of New Cinema 2021
- Auszeichnung des Louve d’or für den Besten Spielfilm im internationalen Wettbewerb

Hamptons International Film Festival 2021
- Nominierung des Golden Starfish Award in der Kategorie Narrativer Spielfilm
- Auszeichnung für den Besonderen Jury Preis für außergewöhnliche Leistung (Franz Rogowski)

Waterloo Historical Film Festival 2021
- Auszeichnung in der Kategorie Bester Schauspieler (Franz Rogowski)

Queer-Streifen Regensburg 2021
- Auszeichnung für den Publikumspreis Bester Langfilm (Sebastian Meise)[44]

Montclair Film Festival 2021
- Auszeichnung für den Besonderen Jurypreis für Regieführung (Sebastian Meise)[45]

Seville European Film Festival 2021
- Auszeichnung für den Giraldiloo de Oro[46]
- Auszeichnung für die Kategorie Bester Darsteller (Franz Rogowski)[47]
- Auszeichnung mit dem ASECAN Jury Award für den Besten Film (Sebastian Meise)[48]

Zagreb Film Festival 2021
- Auszeichnung mit dem Golden Pram Preis für den Besten Spielfilm[49]

Chéries-Chéris Paris Gay and Lesbian Film Festival 2021
- Auszeichnung für den Grand Prix

Auteur Film Festival 2021
- Auszeichnung in der Kategorie Besondere Erwähnung

Torino Film Festival 2021
- Auszeichnung in der Kategorie Bester Schauspieler (Franz Rogowski)

Festival International du film politique de Carcassonne 2021
- Auszeichnung in der Kategorie Beste Regie (Sebastian Meise)

Österreichischer Kandidat für den besten internationalen Film für die Oscarverleihung 2022
Große Freiheit befand sich auch in einer Shortlist in der Kategorie Bester internationaler Film bei der Oscarverleihung 2022
Europäischer Filmpreis 2021
- Nominierung für den European University Film Award (EUFA)[52]
- Nominierung in der Kategorie Bester Darsteller (Franz Rogowski)
- Auszeichnung für die Beste Kamera (Crystel Fournier)
- Auszeichnung für die Beste Filmmusik (Nils Petter Molvær und Peter Brötzmann)[53][54]

Viennale 2021
- Auszeichnung mit dem Wiener Filmpreis[55]
- Auszeichnung mit dem Erste Bank MehrWERT-Filmpreis

Biberacher Filmfestspiele 2021
- Auszeichnung mit dem Publikumsbiber[56][57]

LUX-Filmpreis 2022
- Nominierung (Sebastian Meise)[58]

Romyverleihung 2022
- Nominierung in der Kategorie beliebtester Schauspieler Film (Georg Friedrich)[59]
- Nominierung in der Kategorie beliebtester Schauspieler Film (Franz Rogowski)[60]
- Auszeichnung in der Kategorie Bester Film Kino[61]
- Auszeichnung in der Kategorie Bestes Drehbuch Kino (Thomas Reider und Sebastian Meise)
- Nominierung in der Kategorie Beste Kamera Kino (Crystel Fournier)
- Auszeichnung in der Kategorie Beste Produktion[62]

Deutscher Kamerapreis 2022
- Auszeichnung in der Kategorie Schnitt Spielfilm (Joana Scrinzi)[63][64][65][66]

Thomas-Pluch-Drehbuchpreis 2022
- Auszeichnung mit dem Hauptpreis (Thomas Reider und Sebastian Meise)[67]
- Nominierung für den Spezialpreis (Thomas Reider und Sebastian Meise)

Diagonale 2022
- Auszeichnung mit dem Diagonale-Preis für die beste Bildgestaltung Spielfilm (Crystel Fournier)[68]
- Auszeichnung mit dem VAM-Preis für außergewöhnliche Produktionsleistungen (FreibeuterFilm, Sabine Moser und Oliver Neumann)[69]
- Auszeichnung mit dem Diagonale-Schauspielpreis (Georg Friedrich)[70]
- Auszeichnung mit dem Diagonale-Preis für die beste künstlerische Montage Spielfilm (Joana Scrinzi)[71]

Österreichischer Filmpreis 2022
- Auszeichnung als Bester Spielfilm (Produktion Sabine Moser, Oliver Neumann, Benny Drechsel, Regie Sebastian Meise)
- Auszeichnung für den Besten männlichen Darsteller (Georg Friedrich)
- Nominierung für den Besten männlichen Darsteller (Franz Rogowski)
- Auszeichnung für die Beste männliche Nebenrolle (Thomas Prenn)
- Auszeichnung für die Beste Regie (Sebastian Meise)
- Auszeichnung für das Beste Drehbuch (Sebastian Meise und Thomas Reider)
- Auszeichnung für die Beste Kamera (Crystel Fournier)
- Auszeichnung für die Beste Maske (Heiko Schmidt, Roman Braunhofer und Kerstin Gaecklein)
- Nominierung für die Beste Musik (Peter Brötzmann und Nils Petter Molvær)
- Auszeichnung für den Besten Schnitt (Joana Scrinzi)

Deutscher Filmpreis 2022
- Auszeichnung Filmpreis in Bronze als Bester Film (Benny Drechsel, Sabine Moser, Oliver Neumann)[74]
- Auszeichnung für das Beste Maskenbild (Heiko Schmidt, Kerstin Gaecklein, Roman Braunhofer)
- Nominierung für die Beste Regie (Sebastian Meise)
- Nominierung für das Beste Drehbuch (Thomas Reider, Sebastian Meise)
- Nominierung für die Beste männliche Hauptrolle (Franz Rogowski)
- Nominierung für die Beste Kamera/Bildgestaltung (Crystel Fournier)
- Nominierung für den Besten Filmschnitt (Joana Scrinzi)
- Nominierung für das Beste Kostümbild (Tanja Hausner)

Deutscher Schauspielpreis 2022
- Auszeichnung in der Kategorie Schauspieler in einer dramatischen Hauptrolle (Franz Rogowski)[75]
- Nominierung in der Kategorie Schauspieler in einer dramatischen Nebenrolle (Georg Friedrich)